# 353 Ruperto-Carola
353 Ruperto-Carola là một tiểu hành tinh cỡ nhỏ ở vành đai chính. Nó được Max Wolf phát hiện ngày 16.01.1893 ở Heidelberg, và được đặt theo tên Đại học Heidelberg, theo tiếng Latinh là Ruperto Carola Heidelbergensis.